# Пустинка (археологічна пам'ятка)
Пустинка — поселення бронзової доби біля села Пустинки Чернігівського району Чернігівської області. Назва пішла від колишнього хутору Пустинка. Датується 12 сторіччям до Р.Х.. Поселення займало площу 30 000—32 000 м² 
Вивчене повністю у 1963—1965 роках. 
Розташоване на дюні в заплаві Дніпра.
Встановлене вуличне планування. Імовірна кількість населення родового селища — 200—250 осіб.
Знайдені двокамерні заглиблені житла, наземні будівлі та будівлі на палях, ритуальні споруди, пов'язані з культом землеробства і тварин. Серед побутового інвентарю — посуд, кременеві й кам'яні знаряддя (серпи, сокири, зернотертки), прикраси (бронзові шпильки, бляшки). Поблизу пустинківського поселення виявлено могильник з трупоспаленнями.
Пустинка належить до сосницького варіанту тшинецько-комарівської історико-культурної спільності.